# Die Schatten aus unserer Vergangenheit
Die Schatten aus unserer Vergangenheit (jap. なれの果ての僕ら Nare no Hate no Bokura) ist eine Manga-Serie von Yae Utsumi, die 2020 und 2021 in Japan erschien. Der ins Deutsche und Englische übersetzte Manga ist in die Genres Drama und Horror einzuordnen. 

## Inhalt
Zunächst hat sich der Oberschüler Nezu noch auf das Treffen mit seinen Schulfreunden aus der Grundschule gefreut, denn die Klassenkameraden waren durch enge Freundschaften verbunden. Mikio Yumesaki hat alle aus der früheren Klasse 6-b eingeladen, um vor dem Abriss ihres alten Schulgebäudes drei Tage hier zu verbringen und ihre Freundschaft aufleben zu lassen. Auch Nezus Freundin Mirai kommt, will aber ihre enge Beziehung nicht bekannt machen und kommt daher getrennt. Viele der früheren Klassenkameraden haben sich in den Jahren seither verändert. So ist Saotome so groß geworden, dass er kaum wiederzuerkennen ist. Und auch die Klassenlehrerin Frau Sakuraba ist dabei und nur Taniguchi fehlt. Der aus einer reichen Familie stammende Mikio taucht als letzter und ganz überraschend auf. Er hat keine Kosten gescheut, für Schlafmöglichkeiten und sogar mobile Duschen gesorgt. Doch dann stellt sich das von ihm organisierte Klassentreffen als Spiel auf Leben und Tod heraus, bei dem die früheren Freundschaften auf die Probe gestellt werden. Der vermisste Taniguchi wird zerstückelt in einer Kiste aufgefunden.
Mikio gibt zu, dass er Taniguchi getötet und so zugerichtet hat. Als sich Panik ausbreitet und Takapon flüchten und die Polizei rufen will, stirbt er in einer Säurefalle. Mikio erklärt, dass sie von der Außenwelt abgeschnitten sind und erst am Ende der drei Tage die Schule verlassen können, wenn sie seine Spiele mitspielen. Als erstes sollen mehrere Schüler nacheinander ein tödliches Gift trinken, damit der jeweils vor ihnen vergiftete das Gegengift erhalten kann. Erst nach sieben Teilnehmern wird das Spiel beendet. Hier zeigt sich erstmals, dass einige der Schüler die Situation ausnutzen wollen, um sich an anderen zu rächen. Es folgen weitere Spiele, in denen Mikio die Schüler gegeneinander ausspielt und die oft für einen von ihnen tödlich ausgehen. Schließlich beendet ein Spezialkommando der Polizei die Gefangennahme vor Ende der drei Tage und die Überlebenden berichten, was ihnen in der Schule widerfahren ist.

## Veröffentlichung
Die Geschichte wird in wechselnden Perspektiven und im Wechsel zwischen Gegenwart und Vergangenheit erzählt. Nachdem sie mit dem Polizeieinsatz beginnt, wechselt sie zu Beginn der „Spiele“ und danach immer zwischen der Situation nach dem Polizeieinsatz und den Zeugenaussagen und Szenen in der Schule. Der Manga wurde zunächst ab dem 15. Januar 2020 im Magazin Shōnen Magazine des Verlags Kodansha herausgegeben. Die Veröffentlichung darin wurde zum 28. Oktober 2020 eingestellt und die weiteren Kapitel erschienen von 4. November 2020 bis 7. Juli 2021 im Magazine Pocket online. Kodansha brachte die Kapitel von April 2020 bis August 2021 auch gesammelt in acht Bänden heraus.
Eine deutsche Fassung der Serie wurde von Dezember 2020 bis Oktober 2022 von Altraverse veröffentlicht, wobei alle acht Bände erschienen. Die Übersetzung stammt von Lasse Christian Christiansen, der Verlag gibt eine Altersempfehlung ab 15 Jahren. Der amerikanische Ableger von Kodansha brachte die Serie dort auf Englisch heraus.